# 84943 Timothylinn
84943 Timothylinn este un asteroid din centura principală de asteroizi.

## Descriere
84943 Timothylinn este un asteroid din centura principală de asteroizi. A fost descoperit pe 23 noiembrie 2003 în cadrul proiectului CSS. Asteroidul prezintă o orbită caracterizată de o semiaxă mare de 2,44 ua, o excentricitate de 0,22 și o înclinație de 26,0° în raport cu ecliptica.